# Franziskaner der Erneuerung
Die Franziskaner der Erneuerung (engl.: Community of the Franciscan Friars of the Renewal; lateinisch: Fratres Franciscani a Renovatione; Abkürzung: CFR) sind eine im April 1987 von acht Kapuzinern gegründete römisch-katholische Ordensgemeinschaft päpstlichen Rechts für Männer als Bettelordenskongregation in der Erzdiözese New York. Sie folgt der Tradition der Kapuziner.
Seit 2016 ist sie mit päpstlichem Recht anerkannt. Eine parallele Gemeinschaft, bekannt als die Franziskanerinnen der Erneuerung, wurde im Jahr 1988 gegründet.

## Geschichte der Gründung
Die Franziskaner der Erneuerung wurden im April 1988 von den Kapuzinern Benedict Groeschel, Andrew Apostoli, Robert Stanion, Glenn Sudano, Stan Fortuna, Robert Lombardo, Joseph Nolan, und Pio Mandato. Diese Kapuziner beschlossen, eine neue Kongregation im Geist der kapuzinischen Tradition zu gründen. Ausschlaggebend dafür waren für sie Probleme durch Veränderungen im Orden infolge der Revision des Ordenslebens nach dem vom Zweiten Vatikanischen Konzil 1965 beschlossenen Dekret Perfectae caritatis über die angemessene Erneuerung des Ordenslebens sowie die internen Probleme der östlichen Provinzen des Kapuzinerordens. Ursprünglich sollte die Kongregation den Namen „Gemeinschaft der Kapuziner-Franziskaner der Erneuerung“ (engl.: Community of the Capuchin Franciscan Friars of the Renewal; Abkürzung: CCFR) tragen. Aufgrund ihrer Trennung vom Kapuzinerorden durften sie jedoch den Namen „Kapuziner“ nicht verwenden und mussten auch ihre braune Ordenstracht wechseln.
Im Jahr 1994 spaltete sich bereits die Gemeinschaft. Eine Gruppe von sechs Brüdern trennte sich von den Franziskanern der Erneuerung, um ein noch strengeres Ordensleben zu führen. Dazu gehörten die zwei Gründer Pio Mandato und Joe Nolan. Sie gründeten eine Gemeinschaft von „Franziskanern ursprünglicher Observanz“ (engl. Franciscans of Primitive Observance).
Die Franziskaner der Erneuerung wurden im Jahr 1999 von Kardinal John O’Connor als diözesanes Institut anerkannt. Am 8. Dezember 2016 gab die Gemeinschaft bekannt, dass Papst Franziskus die Franziskaner der Erneuerung offiziell als Ordensinstitut päpstlichen Rechts anerkannt hat, was bedeutet, dass sie nun in Fragen der internen Leitung und Disziplin unmittelbar und ausschließlich dem Heiligen Stuhl und nicht mehr dem Diözesanbischof untersteht.

## Habit und Bildung
Die Brüder tragen eine graue Ordenstracht mit Kapuze, eine Kordel, einem Rosenkranz und Sandalen. Charakteristisch für die Mitglieder der Kongregation sind auch Bärte nach Kapuzinertradition. Die Kordel, die als Gürtel um die Taille getragen wird, symbolisiert das Umgürtet-Sein mit Christus und wird mit den drei charakteristischen franziskanischen Knoten gebunden, die die Gelübde der Armut, der Ehelosigkeit und des Gehorsams bedeuten. Wer sich für eine Mitgliedschaft in der Gemeinschaft interessiert, durchläuft verschiedene Stadien: ein zehnmonatiges Postulat, gefolgt von einem einjährigen Noviziat, nach dem die einfachen Gelübde abgelegt werden. Die endgültigen Gelübde (auf Lebenszeit) werden erst abgelegt, wenn man mindestens vier Jahre lang die zeitliche Profess in der Gemeinschaft abgelegt hat. Diejenigen, die sich zum Priesteramt berufen fühlen, setzen ihre Studien am St. Joseph’s Seminar in Yonkers fort.

## Ziel der Gemeinschaft
Das Charisma der Gemeinschaft besteht darin, dem Evangelium nach der Regel des Heiligen Franziskus zu folgen. Dies basiert bei ihnen auf einem Leben des Gebets, des Gemeinschaftslebens, der Arbeit mit den Armen und der Evangelisierung.
Die Medien wurden unter anderem durch Videos in den sozialen Netzwerken auf sie aufmerksam, welche die Ordensmänner beim Basketballspielen oder beim Skateboardfahren in der New Yorker Bronx zeigten. Einige Brüder der Franziskaner der Erneuerung organisieren unter anderem mit der Schönstatt-Bewegung und der Katholischen Jugendstelle ein Musikfestival mit dem Namen „Gig“, welcher für „God is good“ steht. Bei dem Musikfestival wird unter anderem Rock, Hip-Hop, Dancemusik und Cajunmusik gespielt. Der Eintritt des Festivals ist kostenlos und um Spenden wird gebeten.

## Orte
Derzeit befinden sich die Brüder in den USA (9 Orte), Nicaragua (1 Haus), dem Vereinigten Königreich (3 Orte), Irland (1 Haus) und Honduras (1 Haus). Sie führen auch viele Missionseinsätze in anderen Ländern durch sowie evangelistische Aktivitäten in Deutschland unter dem Namen OSTWINDMISSION.